# نيني هيدا
نيني هيدا ((باليابانية: 稗田 寧々) تُنطق: هيدا نيني، (مواليد 15 يناير 1997))هي ممثلة صوتية ومغنية يابانية ولدت في محافظة كاناغاوا تعمل لصالح شركة بروديوس 81. بدأت حياتها المهنية بعد اختيارها كواحدة من المتأهلات للتصفيات النهائية في اختبار أجرته شركة بروديوس 81. وهي معروفة بأدوارها في انميات مثل مقاتلو مجسم غاندام في دور موموكا ياشيرو، غير الكفوء في أكاديمية الملك الشيطان في دور ميسا إليورواجو، أمراء حرب سيجدريفا في دور مياكو موغوروما و شخصية الدرجة المتدنية توموزاكي في دور يوزو إيزومي بالإضافة إلي ذلك فهي آيدول وعضوة في فرقة حوار +.

## الحياة المهنية
ولدت نيني هيدا في محافظة كاناغاوا اليابانية في 15 يناير 1997. بدأت نشطها كممثلة صوتية في عام 2012، عندما شاركت في اختبار التمثيل الصوتي الذي أجرته وكالة المواهب 81 بروديوس. من بين 1672 مشاركًا، تم اختيارها كواحدة من بين 23 متأهلاً للتصفيات النهائية، وحصلت على جائزة خاصة بالإضافة إلى جائزة برعاية شركة النشر شوغاكوكان.
في عام 2016، أصبحت وقعت هيدا عقداً مع وكالة المواهب التابعة لها فبذلك تصبح منتمية رسميًا لـ 81 بروديوس. وفي عام 2018، لعبت دور موموكا ياشيرو في مسلسل الأنمي مقاتلو مجسم غاندام. في نفس العام، أصبحت جزءًا من فريق كرة سلة 3x3 لممثلي الصوت. في عام 2019، أصبحت جزءًا من مجموعة الآيدول دايلوغ + ، التي تتكون من سبع ممثلات صوتيات مبتدئات أخريات؛  أول أغنية منفردة للمجموعة "Hajimete no Kakumei!" (باليابانية : はじめてのかくめい! و التي تعني بالعربية : كاغومي الأولي) وتم إصداره في 23 أكتوبر 2019 وتم استخدام أغنية العنوان كموضوع افتتاحي لسلسلة الرسوم المتحركة High School Prodigies Have It Easy حتى في عالم آخر. بدأت أيضًا في لعب دور ميكا تاكاتوري في لعبة الهاتف المحمول CUE!. في عام 2020، تم تمثيلها بشخصية في مسلسل الأنمي غير الكفوء في أكاديمية الملك الشيطان في دور ميسا إليورواجو و أمراء حرب سيجدريفا في دور مياكو موغوروما. في عام 2021 قدمت في أنمي شخصية الدرجة المتدنية توموزاكي دور يوزو إيزومي.

## فيلموغرافيا

### الأنمي
2018
- بوب الفريق الملحمي في دور حبيبة (الحلقة 6)[13]
- يواموشي بيدال في دور كطالبة (الحلقة 10)
- غاندام مجسم الغواصين في دور موموكا ياشيرو[14]
- فتاة حقيقية في دور طالبة (الحلقة 6)
- كيراتو بري تشان في دور أميتشانس
- كيف لا يُستدعي زعيم شياطين في دور صديقة (الحلقة 7)
- لايتون ميستري تانتيشا: كاتوري نو نازوتوكي فيلي في دور نيرو (الشباب، الحلقة 21)

2019
- كاكيغوروي - المقامر الذي لا يهزم في دور نائب رئيس إدارة الانتخابات، غال الطالبة ب (الحلقة 9)[13]
- نحن لا نتعلم أبدًا في دور التلميذة أ، التلميذة ب
- أيام مضيعة لفتيات المدارس الثانوية في دور صبي (الحلقة 3)
- ميكس: قصة ميسي في دور الطالبة ج (الحلقة 16)

2020
- 22/7 في دورطالبة (الحلقة 11)[13]
- غير الكفوء في أكاديمية الملك الشيطان في دور ميسا إليورواجو[15]
- أمراء حرب سيجدريفا في دور مياكو موغوروما[16]

2021
- شخصية الدرجة المتدنية توموزاكي دور يوزو إيزومي[17]

يُعلن لاحقًا
- فارس الهيكل العظمي في عالم آخر في دور بونتا[18]

### العاب إلكترونية
2019
- CUE! في دور ميكا تاكاتوري[19]

2020
- شينوبي ماستر سينران كاجورا: رابط جديد في دور رانمارو

## روابط خارجية
- الملف الشخصي للوكالة باللغة اليابانية
- نيني هيدا  في شبكة أخبار الأنمي